# Jack Mountain
Der Jack Mountain ist der siebzehnthöchste Berg im US-Bundesstaat Washington. Er ist einer von zehn nichtvulkanischen Gipfeln über 9.000 ft (2.743 m). Vom Südende des Ross Lake geht es über eine Entfernung von nur 3 mi (4,8 km) 7.450 ft (2.271 m) steil zum Gipfel mit 2766 m. Der Nohokomeen-Gletscher füllt nahezu vollständig den Bergkessel an den oberen Hängen des Jack Mountain aus.

## Geschichte
Der Jack Mountain wurde erstmals 1859 vom Vermesser Henry Custer beschrieben und nach dem Prospektor Jack Rowley benannt, der auf dem Canyon Creek aktiv war. Der erste dokumentierte Aufstieg erfolgte 1904 durch den Topographen E.C. Barnard.  Bis in die 1980er Jahre wurden Kletterrouten auf den meisten Graten, Gletschern und Führungen etabliert, insgesamt sieben. Die meisten haben die Schwierigkeitsstufe 4 (YDS) und einige erfordern echtes technisches Klettern. Alle sind lange Routen mit starken Höhenunterschieden, was bedeutet, dass die meisten Gruppen drei bis vier Tage zum Aufstieg benötigen.

## Geologie

### Gesteinsarten
Der Berg besteht hauptsächlich aus metamorphem Gestein der Hozameen-Gruppe vulkanischen oder sedimentierten Ursprungs. Meist dominiert Grünschiefer aus dem Jura bis Perm. Das meiste Oberflächenmaterial ist stark durch Wasser und Gletschereis erodiert. Die unteren Flanken des Berges im Devils Creek Basin bestehen aus Sedimentgestein aus der unteren Kreidezeit, die Teil der Harts-Pass-Formation sind. Die unteren Bereiche des Berges auf der Seite des Ross Lake sind aus vielen verschiedenen Gesteinstypen zusammengesetzt, darunter Orthogneis, Ultramafisches Gestein, niedriggradiger Phyllit, Tonalit, Diorit und Glimmerschiefer.

### Störungen und Entstehung

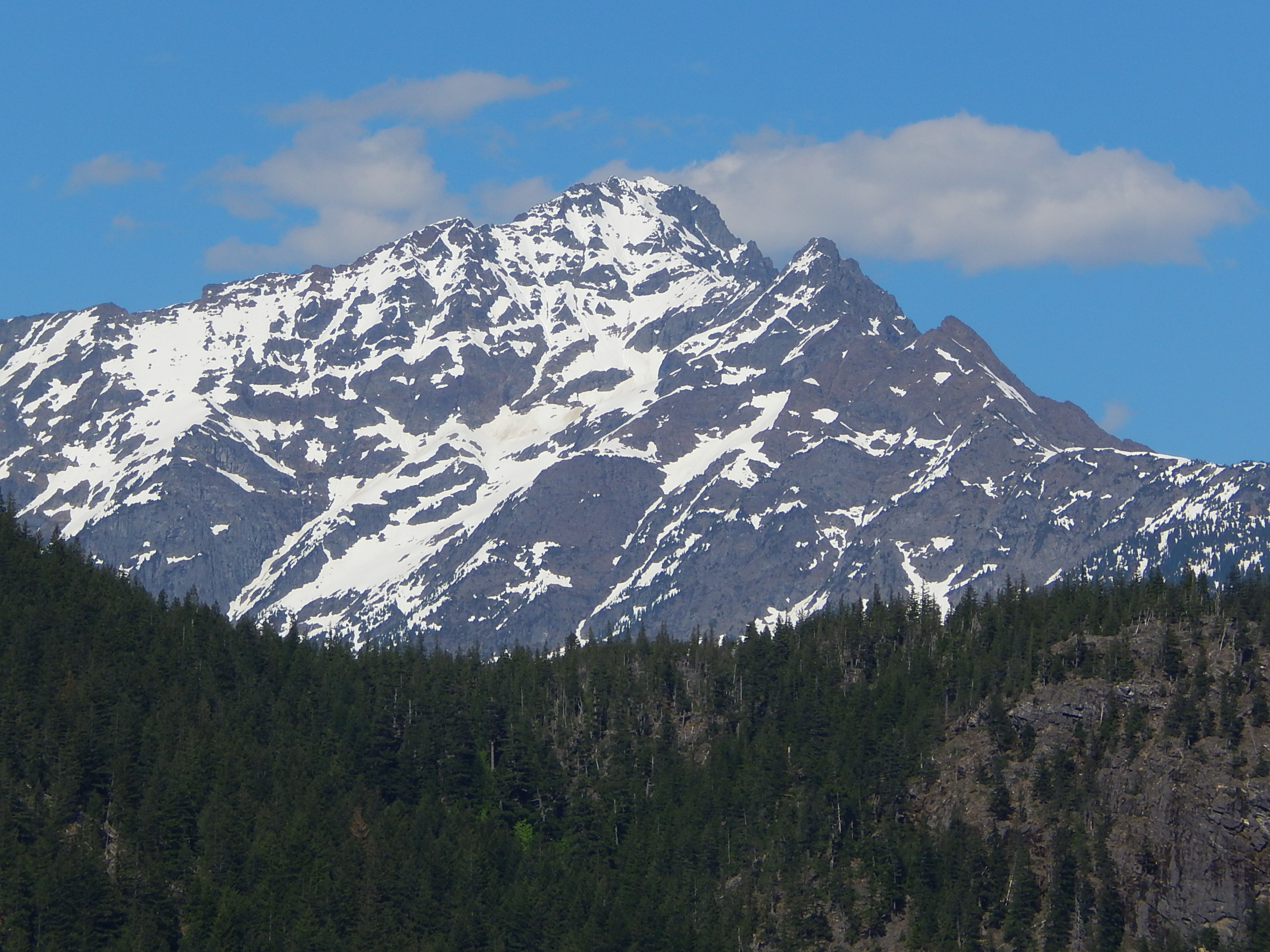
Der Jack Mountain von Westen

Das Gebiet am Jack Mountain besteht aus einer kleinen und ein paar normalen Störungen, von denen keine eine seismische Aktivität zeigt. Der Jack Mountain entstand, als die Hozameen-Gruppe über die jüngere Harts-Pass-Formation im Osten geschoben wurde, sehr wahrscheinlich durch die Ross-Lake-Störung im Westen verursacht. Die unteren Flanken des Berges im Westen wurden durch den heterogenen plutonischen Ruby Creek Belt gebildet.

## Geographische Objekte
- Nohokomeen-Gletscher – füllt die Nordwestseite des Berges aus
- Northeast Glacier – steiler und stark zerklüfteter kleiner Gletscher
- East Glacier – kleiner Sack-Gletscher an der Ostseite
- Northwest Glacier – kleiner hängender Gletscher westlich des Gipfelgrates
- Crater Creek – Hauptabfluss an der Südseite
- Devils Creek – Hauptabfluss an der Nordseite
- Nohokomeen Falls – Wasserfall am May Creek nach einer Steilwand
- Roland Creek – an der steilen Westseite, Zuflüsse mit vielen Wasserfällen

## Aufstiegsrouten
Die im Folgenden genannten Schwierigkeitsstufen sind nach verschiedenen Systemen angegeben.
- Southeast Ridge (Südostgrat) – Erstbegehung durch John Anderson und Alan Kearney im August 1977; Grad III, Klasse 5.6
- Southeast Route – Klasse 4
- East Ridge (Ostgrat) – Erstbegehung durch Carl und Gordon Skoog am 16. Juli 1984. Grad II, Klasse 4
- Northeast Glacier – Erstbegehung durch Fred Beckey, Dallas Kloke und Reed Tindall am 19. Juli 1978
- North Ridge (Nordgrat) – Erstbegehung durch Joe Vance und Bill Weitkamp am 1. August 1971; Grad II, Klasse 4
- Southwest Ridge (Südwestgrat) – Klasse 4
- South Face (Südflanke) – Klasse 4[6]